# Fausta de Cícico
Fausta de Cícico (griego: Φαύστα Κύζικου), también conocida como Santa Fausta (c. 298 - 311), fue una niña del siglo IV natural de Cícico. A la edad de 13 años, fue arrestada, torturada y ejecutada por ser cristiana.
Un sacerdote pagano, san Evilasio, fue el responsable de torturarla y ejecutarla. Según la tradición, Evilasio se convirtió al cristianismo después de ver su valiente resistencia, y también fue martirizado por este acto. Aunque Fausta había permanecido impermeable a la tortura inicial, ella y Evilasio perecieron juntos en un caldero de agua hirviendo.
También son venerados en las Iglesias católicas orientales junto con Máximo, el magistrado que condenó a Evilasio. La tradición sostiene que Máximo se arrepintió en el último momento y se unió a la pareja en el caldero.